# Distretto rurale di Wantage
Il distretto rurale di Wantage era un distretto rurale del Berkshire, in Inghilterra, dal 1894 al 1974.
Fu creato nel 1894 come successore del distretto rurale sanitario di Wantage. Prende il nome da Wantage, che forma un distretto urbano separato interamente circondato dal distretto rurale. Aveva il suo quartier generale a Belmont, Wantage.
Il distretto fu abolito nel 1974 (come lo erano tutti gli altri distretti rurali, ai sensi del Local Government Act 1972). La sua zona è stata divisa, le parrocchie di Ardington, Blewbury, Childrey, Chilton, Denchworth, East Challow, East Hanney, East Hendred, Goosey, Grove, Harwell, Letcombe Bassett, Letcombe Regis, Lockinge, Sparsholt, Upton, West Challow, West Hanney e West Hendred entrarono a far parte del distretto di Vale of White Horse nell'Oxfordshire, e il resto divenne parte del distretto di Newbury nel Berkshire.